# 約西皮夫卡 (科佐瓦市鎮)
49°24′1″N 25°8′54″E / 49.40028°N 25.14833°E
約西皮夫卡（烏克蘭語：Йосипівка）是烏克蘭的村落，位於該國西部捷爾諾波爾州，由捷尔诺波尔区負責管轄，始建於1626年，面積0.08平方公里，2001年人口204，人口密度每平方公里2,649.4人。